# Hvozdecká pahorkatina
Hvozdecká pahorkatina je geomorfologický okrsek na jižní Moravě, západně od Brna. Je součástí podcelku Oslavanské brázdy, která je částí Boskovické brázdy.
Je tvořena permskými sedimenty, které jsou překryty sprašemi. Pahorkatina odděluje od sebe dvě kotliny Boskovické brázdy, Veverskobítýšskou a Rosickou, a jejím nejvyšším bodem je vrchol Horka (399 m n. m.).
Východní část Hvozdecké pahorkatiny je převážně zalesněna (přírodní park Podkomorské lesy) a protéká jí potok Veverka, v severovýchodní části do ní zasahuje malá část plochy Brněnské přehrady, nad kterou stojí hrad Veveří. V severozápadní části pahorkatiny se nachází okraj přírodního parku Údolí Bílého potoka.